# Rio Muqui do Sul
O rio Muqui do Sul é um curso de água do estado do Espírito Santo, Brasil. É um afluente pela margem esquerda do rio Itabapoana, apresenta 60 km de extensão e drena uma área de 465 km².
O rio Muqui do Sul nasce no município de Mimoso do Sul. Suas nascentes situam-se a uma altitude de 900 metros na serra de Santa Catarina. Em seu percurso, atravessa a zona urbana de Mimoso do Sul e, ainda nesse município, tem sua foz no rio Itabapoana.